# The Amazing Race 26
Bản mẫu:Thông tin truyền hình Amazing Race
The Amazing Race 26 là mùa thứ 26 của chương trình truyền hình thực tế đi vòng quanh thế giới - The Amazing Race. Trong cuộc đua có 11 đội đua với các cặp tình nhân hẹn hò (6 đội đã là tình nhân và 5 đội Tình nhân giấu mặt, sẽ gặp nhau ở đầu cuộc đua) sẽ cố gắng hoàn thành chặng đua vòng quanh thế giới để chiếm được 1 triệu đô la Mỹ tiền thưởng.
Cặp đôi Tình nhân giấu mặt Laura Pierson & Tyler Adams, đến từ đội SoCal, đã thắng trong mùa giải The Amazing Race này.

## Sản xuất

### Quay phim

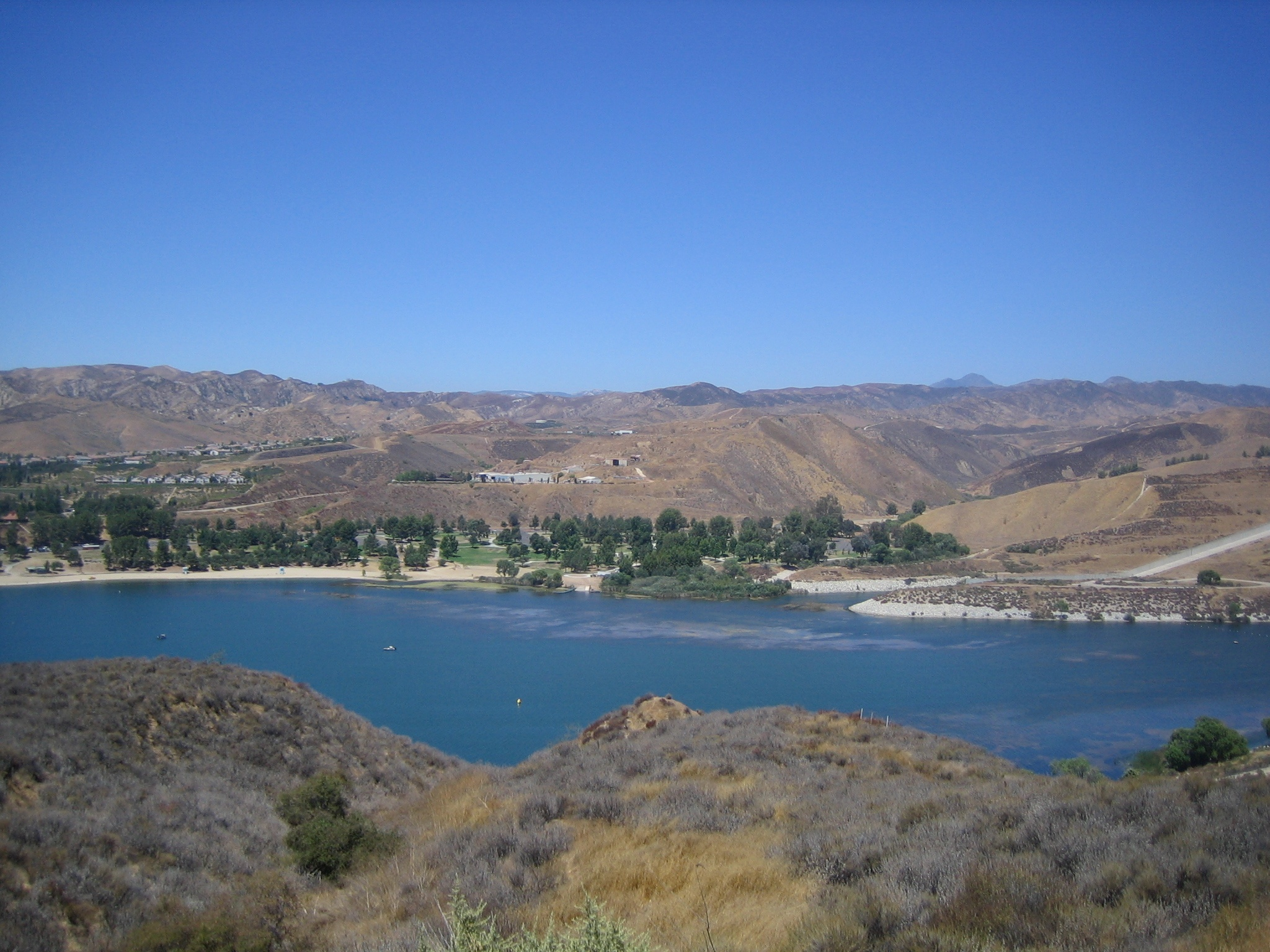
Điểm bắt đầu của The Amazing Race 26 nằm ở ngoài Hồ Castaic, Los Angeles.

Mùa này trải qua 35.000 dặm (56.000 km), 5 châu lục, và 8 quốc gia, trong đó có các quốc gia như Japan, Thailand, Namibia, Đức, và Monaco.Trong một số chặng đua, một mật thư đặc biệt đã được có sẵn. Đội chọn các mật thư đặc biệt này nhận được một phần thưởng Ngày của Tình yêu, một cơ hội để tham gia vào hoạt động lãng mạn của cặp Tình nhân.
Quyền Miễn loại tới từ mùa trước tiếp tục được mang tới mùa này nhưng nó không được sử dụng cũng như phát sóng. Nó có thể được các đội lấy được nếu như đội đó đạt được trong chặng 3 của cuộc đua bằng cách hoàn thành cả hai thử thách của Lựa chọn Kép.
Lần thứ hai trong suốt các mùa giải, 4 đội lại tiếp tục đấu với nhau để có thể về đích đầu tiên trong chặng chung kết. Tuy nhiên, người dẫn chương trình Phil Keoghan, đã loại 1 đội giữa chừng, và còn 3 đội tiếp tục đấu với nhau để giành được 1 triệu đô la Mỹ tiền thưởng.

### Đội thi và phỏng vấn
Cuộc phỏng vấn có cả hai cặp đôi tình nhân nổi tiếng là Vận động viên Olympic, tiếp theo là thành viên trong nhóm nhạc nổi tiếng những năm 80 New Kids on the Block là Jonathan Knight với bạn trai của anh ấy, Harley Rodgiguez. Mùa giải này là mùa giải đầu tiên trong lịch sử của phiên bản TAR Mỹ, hoặc bất kì một mùa giải TAR nào khác, là một mùa giải không có một đội toàn nữ nào.
Vào tháng 6 năm 2015, Jackie Ibarra và Jeff Weldon đã được coi như các thí sinh bổ sung cho mùa thứ 17 của chương trình thực tế Big Brother (Người giấu mặt); do Keoghan giới thiệu là làm 1 cặp cho cuộc chơi. Tuy nhiên, Weldon bị loại thứ 3 vào ngày 29. Ibarra cũng bị loại thứ tám vào ngày 57, và thích hợp để làm thành viên thứ trong chương trình TAR 26.

### Thương mại
Travelocity và Ford tiếp tục là nhà tài trợ của TAR mùa này. Fitbit là một nhà tài trợ mới của mùa này. Mỗi một đội được nhận 2 thiết bị của Fitbit, được dùng để hoàn thành các thử thách trong chặng 10.

## Kết quả
Các đội sau đây đã tham gia vào cuộc đua (được liệt kê cùng với các mối quan hệ của họ và tên đội theo công bố của CBS).
| Đội               | Quan hệ                      | Tên đội          | Thứ hạng từng chặng | Thứ hạng từng chặng | Thứ hạng từng chặng | Thứ hạng từng chặng | Thứ hạng từng chặng | Thứ hạng từng chặng | Thứ hạng từng chặng | Thứ hạng từng chặng | Thứ hạng từng chặng | Thứ hạng từng chặng | Thứ hạng từng chặng | Thứ hạng từng chặng | Thực hiện Vượt rào   |
| Đội               | Quan hệ                      | Tên đội          | 1                   | 2                   | 3                   | 4                   | 5                   | 6                   | 7                   | 8                   | 9                   | 10                  | 11                  | 125                 | Thực hiện Vượt rào   |
| ----------------- | ---------------------------- | ---------------- | ------------------- | ------------------- | ------------------- | ------------------- | ------------------- | ------------------- | ------------------- | ------------------- | ------------------- | ------------------- | ------------------- | ------------------- | -------------------- |
| Laura & Tyler     | Đang hẹn hò                  | SoCal            | 3                   | 2                   | 4                   | 4                   | 6                   | 6                   | 2                   | 1⋑                  | 1                   | 4                   | 3                   | 1                   | Laura 5, Tyler 6     |
| Jelani & Jenny    | Đang hẹn hò                  | The Legal Team   | 1                   | 1                   | 3                   | 7                   | 4                   | 5                   | 4                   | 4 ε4⊂               | 3                   | 2                   | 2                   | 2                   | Jelani 6, Jenny 5    |
| Hayley & Blair    | Đang hẹn hò                  | Rx For Love      | 8                   | 9                   | 2                   | 2                   | 5                   | 1                   | 3                   | 3                   | 2                   | 1                   | 1                   | 3                   | Hayley 5, Blair 6    |
| Mike & Rochelle   | Đã quen nhau 8 tháng         | Truck Stop Love  | 7 ⊃                 | 8                   | 1                   | 6                   | 7                   | 3                   | 5                   | 5                   | 4                   | 3                   | 4                   | 4                   | Mike 6, Rochelle 4   |
| Matt & Ashley     | Đã quen nhau ba năm→Đính hôn | The Hairstylists | 9                   | 7                   | 6                   | 8                   | 2                   | 4                   | 1                   | 2 ⊃                 | 5                   | 6                   |                     |                     | Matt 5, Ashley 3     |
| Aly & Steve       | Đã quen nhau 7 tháng         | Sochi Love       | 4                   | 3                   | 5                   | 3                   | 1                   | 2                   | 6                   | 6 ⋐                 |                     |                     |                     |                     | Aly 3, Steve 3       |
| Jeff & Jackie     | Đang hẹn hò                  | JJ (Double J)    | 2                   | 6                   | 8                   | 5                   | 3                   | 7                   |                     |                     |                     |                     |                     |                     | Jeff 2, Jackie 2     |
| Bergen & Kurt     | Đang hẹn hò                  | The Blonde Date  | 6                   | 5                   | 7                   | 1                   | 83                  |                     |                     |                     |                     |                     |                     |                     | Bergen 2, Kurt 0     |
| Harley & Jonathan | Đã quen nhau 7 năm           | New Kid          | 5                   | 4                   | 9                   | 9                   |                     |                     |                     |                     |                     |                     |                     |                     | Harley 1, Jonathan 1 |
| Libby & CJ        | Đã quen nhau 10 năm          | Tuskegee         | 10                  | 10                  |                     |                     |                     |                     |                     |                     |                     |                     |                     |                     | Libby 1, CJ 0        |
| Jeff & Lyda       | Đã quen nhau 4 năm           | Flight Crew      | 11 ⊂ ⋑1             |                     |                     |                     |                     |                     |                     |                     |                     |                     |                     |                     | Jeff 0, Lyda 0       |

- Chữ màu đỏ thể hiện các đội bị loại do về chót.
- Chữ màu xanh thể hiện các đội về chót trong một chặng không loại và phải thực hiện một thử thách Giảm tốc trong chặng tiếp theo.
- Dấu ⊃ hoặc dấu ⋑ chỉ các đội sử dụng Rào cản/Rào cản kép; ⊂ hoặc ⋐ chỉ các đội bị Rào cản/Rào cản kép tác động; ⊂
⋑  chỉ các đội bị Rào cản tác động nhưng lại dùng Rào cản kép tác động đội khác.
- Dấu ε chỉ các đội sử dụng Express Pass/Thẻ Ưu Tiên/Thẻ Thông Hành trong chặng đua đó.
- Dấu gạch chân thể hiện sẽ không có thời gian nghỉ tại Trạm Dừng và tất cả các đội sẽ phải tiếp tục chặng đua. Đội về nhất Trạm Dừng đó sẽ vẫn nhận được một phần thưởng. Ngoài ra, sẽ không có đội nào bị loại khỏi cuộc đua vào cuối chặng, nhưng vào bất cứ thử thách nào của chặng kế tiếp, sẽ có một đội bị loại giữa chừng.

1. Jeff và Lyda đã sử dụng Rào cản ẩn danh với Jeff và Jackie, tuy nhiên họ đã đi qua trạm có chứa Rào cản nên Rào cẩn ẩn danh của Jeff và Lyda vô tác dụng.
2. Tại Trạm Dừng Chặng 3, Matt đã cầu hôn Ashley trước mặt mọi người, và Ashley đã đồng ý.
3. Bergen & Kurt đã không lái xe của họ đi tới Schlafwagenfabrik do họ không biết lái xe, nên họ đã dùng taxi. Sau đó, họ nhận hình phạt 2 tiếng đồng hồ. Tuy nhiên, do không có xe nên họ đã không thể thực hiện nhiệm vụ. Sau đó, họ đã dùng tàu để đi tới nơi thực hiện Lựa chọn Kép. Phil đã tới ga tàu, thông báo với họ rằng tất cả các đội khác đã điểm danh tại Trạm Dừng, và họ bị loại.
4. Jelani và Jenny đã sử dụng Thẻ Ưu Tiên để vượt qua Lựa chọn Kép tại chặng 8, tuy nhiên, họ phải quay lại thực hiện 1/2 thử thách của Lựa chọn Kép khi bị Matt và Ashley sử dụng Rào cản trên họ.
5. Chặng 12 là chặng có 2 lần Vượt rào - Roadblocks và không có Lựa chọn Kép - Detour. Các thành viên sẽ thay nhau thực hiện từng thử thách Vượt rào.
6. Mike & Rochelle đã bị loại giữa chừng trong Chặng Chung Kết sau khi đi qua Lộ Trình tới Chướng ngại vật.

## Phần thưởng
Các phần thưởng cho mỗi chặng được dành cho đội về nhất mỗi chặng đó. Phần thưởng Lãng mạn sẽ có một hoạt động lãng mạn trong các Trạm Dừng tiếp theo (tính từ Chặng 1), và các giấy mời sẽ có một cách ngẫu nhiên trong các Mật thư.
- Chặng 1: Thẻ Thông Hành/Thẻ Ưu Tiên - loại thẻ giúp các đội chơi bỏ qua được tất cả thử thách trong một chặng (loại trừ Nhảy cóc)
- Chặng 2: Đồng hồ Fitbit, một gói tập Fitness cho mỗi thành viên trong nhóm về nhất, được học 1 khóa nấu ăn với Siêu đầu bếp và một năm làm thành viên phòng thể dục Fitness và 1 năm nhận được hoa quả trái cây tươi sống.
  - Phần thưởng Lãng mạn - Date Night: Một chuyến du lịch tới Nhật Bản vào mùa xuân - Harley & Jonathan.
- Chặng 3: Một chuyến du lịch tới Prague, Czech.
  - Phần thưởng Lãng mạn - Date Night: Một đêm nghỉ trên biển tại Trạm Dừng - Bergen & Kurt, đã nhường lại cho Matt & Ashley.
- Chặng 4: Một chuyến du lịch tới Puerto Vallarta, Mexico.
  - Phần thưởng Lãng mạn - Date Night: Một đêm nghỉ trên du thuyền tại Chao Praya River - Laura & Tyler.
- Chặng 5: Một chiếc xe Ford Focus 2015 cho đội về đích đầu tiên.
  - Phần thưởng Lãng mạn - Date Night: Một đêm nghỉ trên Tháp canh Bavarian - Mike & Rochelle.
- Chặng 6: Một chuyến du lịch tới Cape Town, Châu Phi.
  - Phần thưởng Lãng mạn - Date Night: Một đêm nghỉ tại Khách sạn trên French Riviera.
- Chặng 7: 5.000 đô la Mỹ cho mỗi thành viên trong nhóm.
  - Phần thưởng Lãng mạn - Date Night: Laura & Tyler.
- Chặng 8: Một chuyến du lịch tới Queenstown,New Zealand
- Chặng 9: Một chuyến du lịch tới Seoul,Hàn Quốc.
  - Phần thưởng Lãng mạn - Date Night: ? - Jelani & Jenny.
- Chặng 10: Một bộ KIT Fitbit, bao gồm một dụng cụ tập luyện tại nhà hay 1 thẻ thành viên Fitness, tất cả các sản phẩm của Fitbit, 1 chiếc Smartphone và Laptop tự chọn.
  - Phần thưởng Lãng mạn - Date Night: Một bữa tối lãng mạn với thành tích cùng với mẹ - Jelani & Jenny.
- Chặng 11: Một chuyến du lịch tới Goa,Ấn Độ.
- Chặng 12: 1 triệu đô la Mỹ tiền thưởng.